# Bolton (Northumberland)
Bolton – wieś w Anglii, w hrabstwie Northumberland, w dystrykcie (unitary authority) Northumberland, w civil parish Hedgeley. Leży 52 km na północ od miasta Newcastle upon Tyne i 449 km na północ od Londynu. W 1951 roku civil parish liczyła 79 mieszkańców.